# Comportamento manifesto
In ambito psicologico, con comportamento manifesto si fa riferimento a quell'insieme di risposte comportamentali dell'individuo che sono immediatamente percepibili attraverso i sensi.
Il comportamento manifesto è sostanzialmente l'oggetto di studio del Comportamentismo classico (1910-1950 circa), che partiva dal presupposto che i processi interni della mente umana fossero in sé non analizzabili (la mente è intesa come una "Black Box"); se la psicologia avesse voluto diventare veramente "scientifica", secondo tali autori, avrebbe dovuto occuparsi solo dei fenomeni manifesti ed osservabili del comportamento, e non di quelli intrinseci alla mente umana.